# Caroline Rotich
Caroline Rotich Cheptanui (Nyahururu, 13 mei 1984) is een Keniaanse atlete, die is gespecialiseerd in de lange afstand. Ze won verschillende grote wegwedstrijden waaronder met name halve marathons en hele marathons.

## Biografie
Ze studeerde aan de Sendai Ikuei Gakuen High School, een school die bekend is voor zijn vele sterke langeafstandsloper die hier vandaan komen (zoals Samuel Wanjiru). Na haar studie begon ze met het lopen van wegwedstrijden in Europa. Ze won in Italië de Diecimiglia del Garda (2004) en de halve marathon van Marvejols-Mende (2005). Haar marathondebuut beleefde ze in 2006 bij de marathon van Nairobi waarbij ze als zevende finishte. Ze verhuisde naar de Verenigde Staten om daar te trainen en vestigde zich daar permanent. In 2010 liep ze bij de New York Mini 10K haar persoonlijk record op de 10 km met een tijd van 32.43.
In 2011 vertegenwoordigde Rotich haar land op de marathon bij de wereldkampioenschappen atletiek in Daegu. Daar finishte ze als 28e in 2:37.07. In 2012 werd ze vierde bij de Chicago Marathon in 2:23.22.
Haar grootste prestatie in haar sportieve loopbaan leverde ze in 2015 met het winnen van de Boston Marathon. Met deze overwinning, waarmee ze tevens de man-vrouw wedstrijd won, sleepte ze $ 150.000 prijzengeld in de wacht. Dit was haar eerste overwinning van een World Marathon Majors marathon. Ze nam al eens eerder deel aan dit evenement in deze Amerikaanse stad. In 2011 behaalde ze al eens een vierde plaats en in 2016 moest ze de wedstrijd voor de finish staken.
Ze won ook verschillende halve marathons, zoals Monterey (2007), Plymouth (2008), Kansas City (2008), Duluth (2010), Boston (2011), New York (2011, 2013) en Napels (2014). Haar persoonlijk record op de halve marathon van 1:09.09 behaalde ze in 2013 toen ze New York voor de tweede keer op haar naam schreef.
Ze traint bij Santa Fe Road Runners Clubs en wordt gesponsord door Nike.

## Persoonlijke records
| Onderdeel      | Prestatie | Datum           | Plaats   |
| -------------- | --------- | --------------- | -------- |
| 10 km          | 31.41     | 13 oktober 2014 | Boston   |
| 15 km          | 49.08     | 15 maart 2015   | New York |
| 20 km          | 1:06.03   | 15 maart 2015   | New York |
| halve marathon | 1:09.09   | 17 maart 2013   | New York |
| 25 km          | 1:24.28   | 7 oktober 2012  | Chicago  |
| 30 km          | 1:41.16   | 7 oktober 2012  | Chicago  |
| marathon       | 2:23.22   | 7 oktober 2012  | Chicago  |

## Palmares

### 10.000 m
- 2005:  Keniaanse kamp. in Nairobi - 33.25,03
- 2005: 5e Keniaanse WK Trials in Nairobi - 32.27,8

### 5 km
- 2003: 4e Giro Media Blenio in Dongio - 16.20,9
- 2003:  Giro Podistico Città di Pordenone - 16.32
- 2004:  Mattoni Grand Prix in Praag - 15.25
- 2005:  Mattoni Grand Prix in Praag - 15.59
- 2006:  Jingle Bell Run in Raton - 17.18
- 2007:  Saint Luke's Celebration in Boise - 16.19
- 2007:  Saint John’s Santa Monica - 16.18
- 2008:  Firecracker Fast in Little Rock - 15.54
- 2008:  Magic Shoe in Irvine - 16.19

### 10 km
- 2000: 5e Tulle - 34.30
- 2000:  Hardt in Mulhouse - 34.42
- 2004:  KRUF Cardiff - 34.56
- 2007:  Ukrop's Monument Avenue in Richmond - 33.06
- 2007:  Boston Scientific Heart of Summer in Minneapolis - 32.58
- 2008: 4e Boston Scientific Heart of the Summer in Minneapolis - 33.19
- 2009:  Deseret Morning News/KJZZ-TV in Salt Lake City - 32.28,9
- 2014:  Tufts Health Plan in Boston - 31.40,6

### 15 km
- 2005:  Gran Fondo Int’l de Siete Aguas - 53.37
- 2009:  Tulsa Run - 51.18

### 10 Eng. mijl
- 2007:  Crim - 55.14
- 2007:  Park Forest Scenic - 55.12
- 2009: 4e Crim Festival of Races - 53.58
- 2010:  Crim Festival of Races - 53.54
- 2012:  Crim - 53.43
- 2013:  Credit Union Cherry Blossom- elite women - 52.46
- 2015:  HealthPlus Crim - 53.06

### 20 km
- 2007:  Ogden Newspapers Classic in Wheeling - 1:13.30
- 2008:  Ogden Newspapers Classic in Wheeling - 1:13.50

### halve marathon
- 2002:  halve marathon van Catania - 1:20.38
- 2003:  halve marathon van Merano - 1:13.12,3
- 2003:  halve marathon van Chassieu - 1:12.17
- 2004:  halve marathon van Vigo - 1:11.47
- 2004: 4e halve marathon van Bristol - 1:15.00
- 2004: 5e halve marathon van Lissabon - 1:12.17
- 2004:  halve marathon van Windsor - 1:18.38,0
- 2005:  halve marathon van Valladolid - 1:12.21
- 2006:  halve marathon van Dallas - 1:18.14
- 2007:  halve marathon van Napels - 1:16.01
- 2007:  halve marathon van Austin - 1:13.57
- 2007:  halve marathon van Virginia Beach - 1:15.27,0
- 2007: 5e halve marathon van San Jose - 1:12.49
- 2007:  halve marathon van Dallas - 1:16.27
- 2007:  halve marathon van Monterey - 1:15.59
- 2008:  halve marathon van Plymouth - 1:17.08
- 2008:  halve marathon van Kansas City - 1:18.59
- 2008:  halve marathon van Duluth - 1:14.40
- 2009:  halve marathon van Virginia Beach - 1:14.13
- 2009: 5e halve marathon van Kansas City - 1:21.16
- 2009:  halve marathon van Duluth - 1:14.45
- 2009:  halve marathon van Coban - 1:19.10
- 2009:  halve marathon van Columbus - 1:10.23
- 2010:  halve marathon van Duluth - 1:12.40
- 2010:  halve marathon van Boston - 1:10.52
- 2011:  halve marathon van New York - 1:08.51,3
- 2011:  halve marathon van Boston - 1:13.33
- 2013:  halve marathon van New York - 1:09.09
- 2014:  halve marathon van Napels - 1:09.58
- 2014:  halve marathon van Duluth - 1:11.03
- 2014:  halve marathon van Philadelphia - 1:09.22
- 2015: 4e halve marathon van New York - 1:09.53
- 2015: 4e halve marathon van Boston - 1:10.45
- 2016: 5e halve marathon van New York - 1:10.45
- 2017:  halve marathon van Philadelphia - 1:09.41
- 2018: 10e halve marathon van New York - 1:13.58

### marathon
- 2006: 11e marathon van Nairobi - 2:49.47
- 2006: 4e marathon van Dublin - 2:33.34
- 2009:  marathon van Las Vegas - 2:29.47
- 2010: 7e marathon van New York - 2:29.46
- 2011: 4e marathon van Boston - 2:24.26
- 2011: 29e WK in Daegu - 2:37.07
- 2011: 7e marathon van New York - 2:27.06
- 2012: 4e marathon van Chicago - 2:23.22
- 2013:  marathon van Praag - 2:27.00
- 2014: 4e marathon van Tokio - 2:24.35
- 2014: 4e marathon van Yokohama - 2:27.32
- 2015:  marathon van Boston - 2:24.55
- 2015: 10e marathon van New York - 2:33.19
- 2015:  marathon van São Paulo - 2:35.51
- 2017: 5e marathon van Amsterdam - 2:26.26